# Thomas Jones
Thomas Luciano Jones Mariani (Providencia, Chile; 25 de septiembre de 1997) es un futbolista chileno. Juega de delantero y su equipo actual es Deportes Copiapó de la Primera B de Chile.

## Trayectoria
Comenzó su carrera en el Barnechea FC de la Primera B, donde debutó con el primer equipo en 2015. Ese mismo año fichó en el Deportes Santa Cruz de la Segunda División Profesional de Chile, donde jugó tres temporadas.
Llegó a Magallanes en 2018. El 19 de mayo de 2019, anotó dos goles a Deportes Valdivia.
Anotó un triplete el 9 de octubre de 2022 en la victoria por 7-0 sobre Deportes Melipilla. Disputó 25 encuentros y anotó cinco goles en la campaña del tricampeonato de Magallanes y su regreso a primera, además disputó el encuentro de la Supercopa.

## Estadísticas
Actualizado al último partido disputado el 20 de julio de 2025.
| Club                        | Div.          | Temporada     | Liga  | Liga  | Copas nacionales | Copas nacionales | Otros | Otros | Total | Total |
| Club                        | Div.          | Temporada     | Part. | Goles | Part.            | Goles            | Part. | Goles | Part. | Goles |
| --------------------------- | ------------- | ------------- | ----- | ----- | ---------------- | ---------------- | ----- | ----- | ----- | ----- |
| Barnechea · Chile           | 2.ª           | 2015-16       | 2     | 0     | 2                | 0                | —     | —     | 4     | 0     |
| Barnechea · Chile           | Total club    | Total club    | 2     | 0     | 2                | 0                | 0     | 0     | 4     | 0     |
| Deportes Santa Cruz · Chile | 3.ª           | 2015-16       | 24    | 1     | —                | —                | —     | —     | 24    | 1     |
| Deportes Santa Cruz · Chile | 3.ª           | 2016-17       | 28    | 2     | —                | —                | —     | —     | 28    | 2     |
| Deportes Santa Cruz · Chile | 3.ª           | 2017          | 16    | 2     | —                | —                | —     | —     | 16    | 2     |
| Deportes Santa Cruz · Chile | Total club    | Total club    | 68    | 5     | 0                | 0                | 0     | 0     | 68    | 5     |
| Magallanes · Chile          | 2.ª           | 2018          | 19    | 3     | 4                | 0                | —     | —     | 23    | 3     |
| Magallanes · Chile          | 2.ª           | 2019          | 11    | 3     | 3                | 1                | —     | —     | 14    | 4     |
| Magallanes · Chile          | 2.ª           | 2020          | 24    | 5     | 0                | 0                | —     | —     | 24    | 5     |
| Magallanes · Chile          | 2.ª           | 2021          | 21    | 1     | 4                | 0                | —     | —     | 25    | 1     |
| Magallanes · Chile          | 2.ª           | 2022          | 18    | 5     | 4                | 0                | —     | —     | 22    | 5     |
| Magallanes · Chile          | 1.ª           | 2023          | 22    | 1     | 6                | 3                | 7     | 0     | 35    | 4     |
| Magallanes · Chile          | 2.ª           | 2024          | 22    | 1     | 5                | 2                | —     | —     | 27    | 3     |
| Magallanes · Chile          | Total club    | Total club    | 137   | 19    | 26               | 6                | 7     | 0     | 170   | 25    |
| Deportes Copiapó · Chile    | 2.ª           | 2025          | 16    | 6     | 4                | 1                | —     | —     | 20    | 7     |
| Deportes Copiapó · Chile    | Total club    | Total club    | 16    | 6     | 4                | 1                | 0     | 0     | 20    | 7     |
| Total carrera               | Total carrera | Total carrera | 223   | 30    | 32               | 7                | 7     | 0     | 262   | 37    |

## Palmarés

### Títulos nacionales
| Título             | Club       | País  | Año  |
| ------------------ | ---------- | ----- | ---- |
| Primera B          | Magallanes | Chile | 2022 |
| Copa Chile         | Magallanes | Chile | 2022 |
| Supercopa de Chile | Magallanes | Chile | 2023 |